# آریگو بوچی
آریگو بوچی (ایتالیایی: Arrigo Bocchi؛ ۱۸۷۱ – ؟) کارگردان فیلم، تهیه‌کننده انگلیسی-ایتالیایی دوره فیلم صامت بود. بعد از جنگ جهانی اول بوچی برای ویندزور فیلم در استودیوی کتفورد در لندن و همچنین فیلمبرداری فیلم در محل در ایتالیا کار کرد.

## گزیده فیلم‌شناسی

### تهیه‌کننده
- دیزرائیلی (۱۹۱۶)

### کارگردان
- برده (۱۹۱۸)